# Daniel J. Ronan

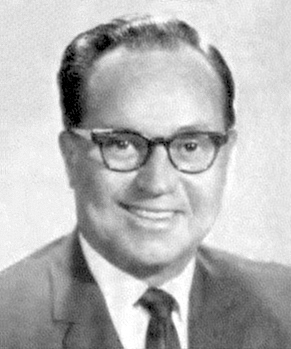
Daniel J. Ronan (1969)

Daniel John Ronan (* 13. Juli 1914 in Chicago, Illinois; † 13. August 1969 ebenda) war ein US-amerikanischer Politiker. Von 1965 bis 1969 vertrat er den Bundesstaat Illinois im US-Repräsentantenhaus.

## Werdegang
Daniel Ronan besuchte die öffentlichen Schulen seiner Heimat und danach bis 1933 die St. Ignatius High School. Daran schlossen sich bis 1941 mehrere Studiengänge an der Loyola University in Chicago an. Während des Zweiten Weltkrieges diente Ronan von 1942 bis 1945 im Fliegerkorps der US Army. Dabei war er im asiatischen Raum eingesetzt. Nach dem Krieg schlug er als Mitglied der Demokratischen Partei eine politische Laufbahn ein. Von 1948 bis 1952 war er Abgeordneter im Repräsentantenhaus von Illinois. Von 1951 bis 1964 saß er im Stadtrat von Chicago und von 1959 bis 1964 gehörte er auch der Planungskommission seiner Heimatstadt an.
Bei den Kongresswahlen des Jahres 1964 wurde Ronan im sechsten Wahlbezirk von Illinois in das US-Repräsentantenhaus in Washington, D.C. gewählt, wo er am 3. Januar 1965 die Nachfolge des verstorbenen Thomas J. O’Brien antrat. Nach zwei Wiederwahlen konnte er bis zu seinem Tod am 13. August 1969 im Kongress verbleiben. Diese Zeit war von den Ereignissen des Vietnamkrieges und der Bürgerrechtsbewegung bestimmt.